# دهستان آفتاب
دهستان آفتاب یکی از دهستان‌های استان تهران ایران است.
دهستان آفتاب در بخش آفتاب شهرستان تهران قرار دارد.
مرکز این دهستان روستای آفتاب است.

## پیشینه
در سال ۱۳۸۴ خورشیدی نام روستای سعیدآباد از توابع دهستان کهریزک بخش کهریزک شهرستان ری به روستای آفتاب تغییر یافت و دهستان آفتاب به مرکزیت روستای آفتاب تأسیس شد.
بخش آفتاب به مرکزیت روستای آفتاب از ترکیب دهستان‌های آفتاب و خلازیر در تابعیت شهرستان تهران ایجاد و تأسیس شده.

## روستاها و نقاط
صالح‌آباد غربی، رسالت، کریم‌آباد، حسن آباد باقراف، قلعه حاج موسی، رشیدآباد، جعفرآباد باقراف، آفتاب، نعمت آباد غار، و مقصود‌آباد